# مارغريت كيري
مارغريت كيري (بالإنجليزية: Margaret Kerry)‏ هي مؤلفة وممثلة أمريكية، ولدت في 11 مايو 1929 بلوس أنجلوس في الولايات المتحدة.

## أعمال

### أفلام
- (1953) بيتر بان[4][5][6][7]

## وصلات خارجية
- مارغريت كيري على موقع IMDb (الإنجليزية)
- مارغريت كيري على موقع ألو سيني (الفرنسية)
- مارغريت كيري على موقع تيرنر كلاسيك موفيز (الإنجليزية)
- مارغريت كيري على موقع أول موفي (الإنجليزية)
- مارغريت كيري على موقع قاعدة بيانات الأفلام السويدية (السويدية)
- مارغريت كيري على موقع قاعدة بيانات الفيلم (الإنجليزية)
- مارغريت كيري على موقع كينوبويسك (الروسية)